# Антонюв (Радомщанський повіт)
Антонюв (пол. Antoniów) — село в Польщі, у гміні Кодромб Радомщанського повіту Лодзинського воєводства.
У 1975-1998 роках село належало до Пйотрковського воєводства.